# Saints’ Way

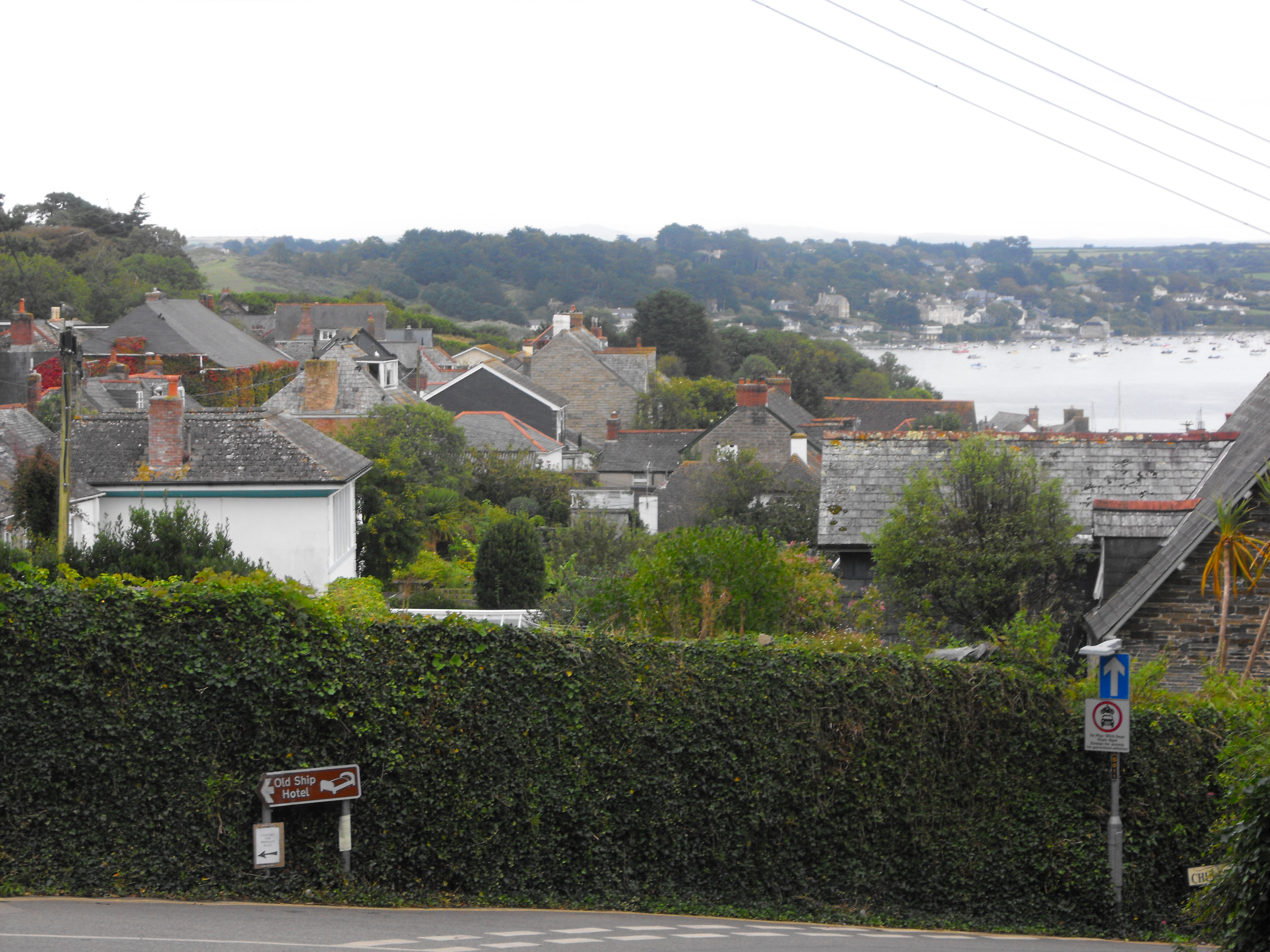
Padstow – początek szlaku

Saint’s Way (korn. Forth an Syns,  pol. Droga Świętych) – szlak turystyczny w Wielkiej Brytanii, w Kornwalii z Padstow do Fowey. Całkowita długość szlaku wynosi 41 km. Szlak biegnie dolinami rzek Fowey i Camel. szlak zrekonstruowano w r. 1984.

## Nazwa
Droga, którą wytyczono szlak prawdopodobnie była używana w przez pielgrzymów z Walii i Irlandii do kontynentalnej Europy choć nie ma na to bezpośrednich dowodów.

## Przebieg
Szlak biegnie dolinami rzek Fowey i Camel i oparty jest na starożytnych szlakach handlowych, używanych w epoce brązu. Na trasie znajdują się zabytki z okresu rzymskiego, średniowiecza i późniejsze, m.in. rzymski fort z I w. n.e. w wiosce Nanstallon. Szlak skomunikowany jest przy obu swych końcach z South West Coast Path.